# Grötvallsjön
Grötvallsjön är en sjö i Älvdalens kommun i Dalarna och ingår i Göta älvs huvudavrinningsområde. Sjön har en area på 0,549 kvadratkilometer och ligger 895,1 meter över havet. Sjön avvattnas av vattendraget Grötåa. Vid provfiske har röding och öring fångats i sjön.

## Delavrinningsområde
Grötvallsjön ingår i det delavrinningsområde (690121-131810) som SMHI kallar för Utloppet av Grötvallsjön. Medelhöjden är 976 meter över havet och ytan är 8,83 kvadratkilometer. Det finns inga avrinningsområden uppströms utan avrinningsområdet är högsta punkten. Grötåa som avvattnar avrinningsområdet har biflödesordning 2, vilket innebär att vattnet flödar genom totalt 2 vattendrag innan det når havet efter 720 kilometer. Avrinningsområdet består mestadels av kalfjäll (94 procent). Avrinningsområdet har 0,55 kvadratkilometer vattenytor vilket ger det en sjöprocent på 6,2 procent.